# Henschleben
Henschleben è una frazione del comune tedesco di Straußfurt.

## Storia
Il 31 dicembre 2019 il comune di Henschleben venne aggregato al comune di Straußfurt.